# Zabor ou les Psaumes
Zabor ou les Psaumes est un roman écrit en français de Kamel Daoud paru en 2016 aux éditions Barzakh en Algérie et subséquemment en 2017 chez Actes Sud en France. Le roman reçoit le prix Méditerranée en 2018.

## Prix et distinctions
- Prix Méditerranée en 2018[3].